# Gennach (Langerringen)
Gennach ist ein  Gemeindeteil von Langerringen und eine Gemarkung im schwäbischen Landkreis Augsburg in Bayern (Deutschland).

## Geographie
Durch das Pfarrdorf Gennach fließt die Gennach, die dem Ort den Namen gegeben hat. Einziger Gemeindeteil auf der Gemarkung ist der gleichnamige Ort.

## Gemeinde- und Landkreiszugehörigkeit
Die Gemeinde Gennach hatte 1964 eine Fläche von 775,34 Hektar und keine weiteren Gemeindeteile. Die Volkszählung 1961 stellte 452 Einwohner fest. 1871 hatte die Gemeinde 295 Einwohner. Wegen der Auflösung des Landkreises Schwabmünchen wurde die Gemeinde Gennach am 1. Juli 1972 in den Landkreis Augsburg-West umgegliedert, der am 1. Mai 1973 in Landkreis Augsburg umbenannt wurde. Am 1. Mai 1978 wurde die Gemeinde aufgelöst und nach Langerringen eingemeindet.

## Kirche
Die katholische Pfarrei Sankt Johannes Baptist in Gennach gehört zum Dekanat Schwabmünchen im Bistum Augsburg. Zur Pfarrei gehört auch Westerringen.